# Yu Zidi
Yu Zidi (xinès: 于子迪, romanització: Yú Zǐdí; octubre de 2012) és una nedadora xinesa considerada un prodigi mundial per haver destacat en competicions d'alt nivell amb només 12 anys.

## Carrera esportiva

### Inicis
Yu va començar a nedar als sis anys a la província d'Hebei. Entrena al club Hebei Taihua Jinye i competeix en proves de papallona i estils.

### Campionats Nacionals de la Xina (2025)
El maig de 2025, als Campionats Nacionals de Shenzhen, Yu va aconseguir marques que la van situar entre les millors del món:
- Or en els 400 metres estils amb un temps de 4:35.53, un dels més ràpids de l'any.[1]
- Or en els 200 metres papallona amb 2:06.83, una marca que hauria estat quarta als Jocs de París 2024.[2]
- Plata en els 200 metres estils amb 2:10.63, rècord mundial oficiós per a una nedadora de 12 anys.[3]

### Campionat Mundial de Natació de 2025 Mundial de Natació de Singapur (2025)
Del 27 de juliol al 3 d’agost de 2025, Yu Zidi va competir al Campionat Mundial de Natació celebrat a Singapur, on va sorprendre per la seva actuació en els 200 metres estils.

#### Resultats destacats
| Prova                       | Fase                   | Temps                           | Posició                      |
| --------------------------- | ---------------------- | ------------------------------- | ---------------------------- |
| 200 metres estils           | Sèries                 | 2:11.90                         | –                            |
| 200 metres estils           | Semifinal              | 2:10.22                         | 7a (classificada a la final) |
| 200 metres estils           | Final                  | 2:09.21 (millor marca personal) | 4a                           |
| 200 metres papallona        | Final                  | 2:06.43 (millor marca personal) | 4a                           |
| Relleu 4×200 metres lliures | Sèries (primer relleu) | 1:59.28                         | Bronze                       |

Va quedar només a 0,06 segons de la medalla de bronze en els 200 metres estils, en una cursa guanyada per Summer McIntosh, seguida d'Alex Walsh i Kate Douglass. Amb el relleu, Yu es va convertir en la medallista més jove de la història dels Campionats Mundials de Natació.
També està prevista la seva participació en els 400 metres estils el 3 d’agost de 2025.

## Recepció
Els mitjans internacionals han destacat Yu com una de les joves promeses més impressionants de la història de la natació, superant marques habituals d'atletes molt més grans.
A Catalunya, el portal 3Cat en va destacar la sorprenent actuació i com va captar l’atenció per sobre de grans figures com McIntosh.
A la Xina, l'agència oficial Xinhua va destacar el seu rendiment històric en una final mundial sent la competidora més jove.
Després de convertir-se en la medallista més jove en la història dels Campionats Mundials, diversos mitjans com El País, Forbes i SwimSwam van subratllar el seu impacte al món de la natació i l'excepcional maduresa competitiva amb només 12 anys.
Alhora, la seva irrupció ha generat un debat sobre la conveniència de permetre la participació de nedadors tan joves en competicions d’elit. Publicacions com El País o Reuters van recollir tant les mostres d’admiració com les preocupacions sobre la pressió i l’impacte físic i mental d’aquest tipus d’exposició mediàtica a tan curta edat.
En declaracions posteriors a la final, Yu va minimitzar la seva gesta afirmant que "no soc un geni, només m’agrada nedar", mostrant humilitat i serenor malgrat l'atenció mediàtica.